# 泰勒瑪

一笔六芒星（即一笔可以画完整个图案），泰勒玛最重要的符号之一。

泰勒瑪（Thelema，/θəˈliːmə/）是古希腊单词θέλημα的音译，意味着一个人的真实意志，区别于一般意义上的表层意愿。泰勒玛常被视作是一种衍生于西方神秘主义的社会性或灵性哲学，且更常被视作是一种宗教——尤其是一种新兴宗教——此外它也被称作是一种哲学，是“宗教哲学”、“灵性哲学”或“哲学矩阵”。
泰勒玛背后最根本的法则，即“泰勒玛法则”，就是“行汝意志，即为全法。爱即是律法，爱在意志之下”。这句话常常被广泛地解释为，包含了道德、神秘主义和社会政治的暗示，但实际上它所表达的内容是清楚且客观的。值得注意的是，在这句话的英文原文中，"意志"、"法"和"爱"这几个词都有着大写的开头字母，或是以古语的形式。这意味着这些概念都是高度象征性的专有名词。
泰勒玛在二十世纪初期由阿莱斯特·克劳利，一位英国作家、神秘主义者，以及仪式魔法师所发展。他将自己定义为一个新纪元——即荷鲁斯纪元的先知，这基于他1904年与他的妻子罗斯·伊迪丝在埃及的一次灵性经验。在他的说明中，一个名叫艾华斯（Aiwass）的超自然存在和他接触了，并将《律法之书》（The Book of the Law）口授给了他。这本书是泰勒玛法则的纲领。泰勒玛的信徒也叫泰勒玛主义者（Thelemite）。
在泰勒玛的神谱中有着一系列的神性，尤其是《律法之书》的三位叙述者努特（Nuit）、哈迪特（ Hadit）和拉-胡尔-库特（Ra-Hoor-Khuit）。克劳利在他的作品中很具体地提到过埃及神性的完整性与在各个层面的完美，因此在一定程度上是出于一种文学意义上的方便。
在英文中，泰勒玛这个词是希腊共同语中的一个名词“θέλημα”，“意志”，的直译，而它作为动词是“θέλω”，“去意志，希望，想要和目的”。当克劳利把它发展成了宗教后，写了很多有关这一主题的东西，以及产生了更多“受启发的”作品并将它们统称为泰勒玛的圣书。他同样从神秘主义、瑜伽、东西方神秘文化，尤其是卡巴拉中汲取概念。
泰勒玛的层面和克劳利的思想整体上为威卡教（Wicca），以及从某种程度上来说，现代异教整体的生长提供了灵感，而这也包括了混沌魔法和撒旦主义。
魔法学（Magick）是实现泰勒玛的一种重要方法和途径，对此有一整套完整和可实践的科学体系。O.T.O.(Ordo Templi Orientis，东方神殿教)是第一个接受《律法之书》的旧纪元组织。

## 历史背景
词语θέλημα（泰勒玛）在古希腊语中比较罕见，它“象征了本能欲求的意志：欲望，有时候甚至是性欲”，但在希腊语版的旧约（Septuagint）中这个词是很常见的。早期的基督教文献中会偶尔使用这个词来表示人类的意志（will），且甚至是上帝的敌人——魔鬼的意志，但通常它指的是上帝的意志。一个著名的例子就在于“主的祷告”（马太福音，6:10）中，“汝之王国到来。汝之意志（Θελημα，will）将在大地之上被完成，正如在天堂中一样。”之后在福音书（26:42）中它被以同样的方式使用着。诡辩家西波（Augustine of Hippo）在他公元前五世纪的布道（ 1 John 4:4–12）中给出了一个相似的指示：“爱，以及你所意志的，做。”
在文艺复兴时期，一种名叫“泰勒米亚（Thelemia）”的特性代表了在《寻爱绮梦》（Hypnerotomachia Poliphili）中一位多米尼加僧侣弗朗西斯科·科隆纳（Francesco Colonna）的意志或欲望。主角波利弗利（Poliphili）有两个寓言性的指导，理性与泰勒米亚（意志或欲望）。每当必须做出选择时，他会选择满足他的性意志而不是理性。科隆纳的作品对一个名叫弗朗索瓦·拉伯雷（François Rabelais）的方济会修士来说是一个巨大的影响，拉伯雷在十六世纪用Thélème，即这个词的法语形式来作为他小说《卡冈都亚和庞大固埃》中一个虚构的修道院的名字。这个修道院唯一的法则就是"fay çe que vouldras" （“行汝意志”）。在十八世纪中期，弗朗西斯·达什伍德爵士（Sir Francis Dashwood）将他的谚语刻在了他在英国莫德梅翰（Medmenham）的修道院门口，且它在那里成为了地狱火俱乐部（Hellfire Club）的座右铭。之后，作家沃尔特·贝赞特（Walter Besant）和詹姆士·莱斯（James Rice）在他们的小说《泰勒玛的僧侣们》（1878）以及阿什比（C.R. Ashbee）的乌托邦式的浪漫主义小说《泰勒玛的建筑物》（1910）中都提到了拉伯雷的泰勒玛修道院。

## 术语：泰勒玛

### 泰勒玛在古典希腊语中
希腊语boule (βουλή)一直被古典语言学视作是今天意志（will）这个概念的先驱，而不是thelo (θέλω)或泰勒玛。
在希腊语中有两个单词被用于表达意志的意思，例如在新约中，泰勒玛和boule被部分地当作近义词而使用。
- “Boule”意味着“意志”、“意图”、“决策”、“计划”（也就是，一种伴随着目的的意志）
- “泰勒玛”在古典希腊语中很少被用到。很少有相关的记载，最早的是就是公元前五世纪的诡辩家西波（Augustine of Hippo）。在古代它被置于一个人所要执行的神圣意志的旁边，大概就像是关于性欲的意志。个体的意图很少被当作是一个总体、综合和实在的位置来理解，不管它是在哪边被整理的。[17]

动词thelo很早就出现了（《荷马史诗》，早期的阿提卡铭文中），且有着“准备好”、“决定”和“欲望”的含义（《荷马史诗》，3,272，同样也在性的意思中）。
亚里士多德在《植物学》一书中说，人类意志的目标是认知——而不像没有“表皮”的植物那样。“泰勒玛”，亚里士多德说：“在表皮这边改变了，且泰勒玛是中性的，在某种程度上并不是由人之中的贪婪驱力在道德上决定的”。

### 旧约中的泰勒玛
在希腊版的旧约中这一术语被用于表达上帝他自己的意志、畏惧上帝的宗教欲望和一位世俗统治者的荣耀意志。因此它仅仅被用作来代表信仰中高度道德性的意愿，或者是与人无关的意愿，而不是那些更加世俗的努力。在旧约的希腊语翻译，亚历山大的第三部分（Alexandria in the 3rd）中，“泰勒玛”一词出现了51次。在希腊语版的圣经（the Septuaginta）中术语“boule”和“泰勒玛”都出现了，但在拉丁语的文本中这两个词都被翻译成了拉丁语“Voluntas”（意志）。因此，这两个概念含义的不同之处就被遗失了。

### 新约中的泰勒玛
在共同语（Koine，一种古希腊语方言，是亚历山大大帝帝国的混合语，广泛使用于罗马时期的地中海东部地区）版的新约中，“泰勒玛”被使用了62次，且有两次是以复数的形式（thelemata）。在这里，上帝的意志总是且唯一地由词语“thelemma”（θέλημα，主要是单数形式）所指定，正如神学家费利克·托利（Federico Tolli）在1938年借助年新约神学辞典所指出的那样。（“你的意志在大地上被完成，正如在天堂中的那样。”）同样的，这个词也被使徒保罗和安提阿的教会指导者伊格内修斯（Ignatius）使用。对于托利（Tolli）来说则是这一拜占庭帝国行政区的天才概念并不与耶稣的教导相抵触(Lit.: Tolli, 2004)。

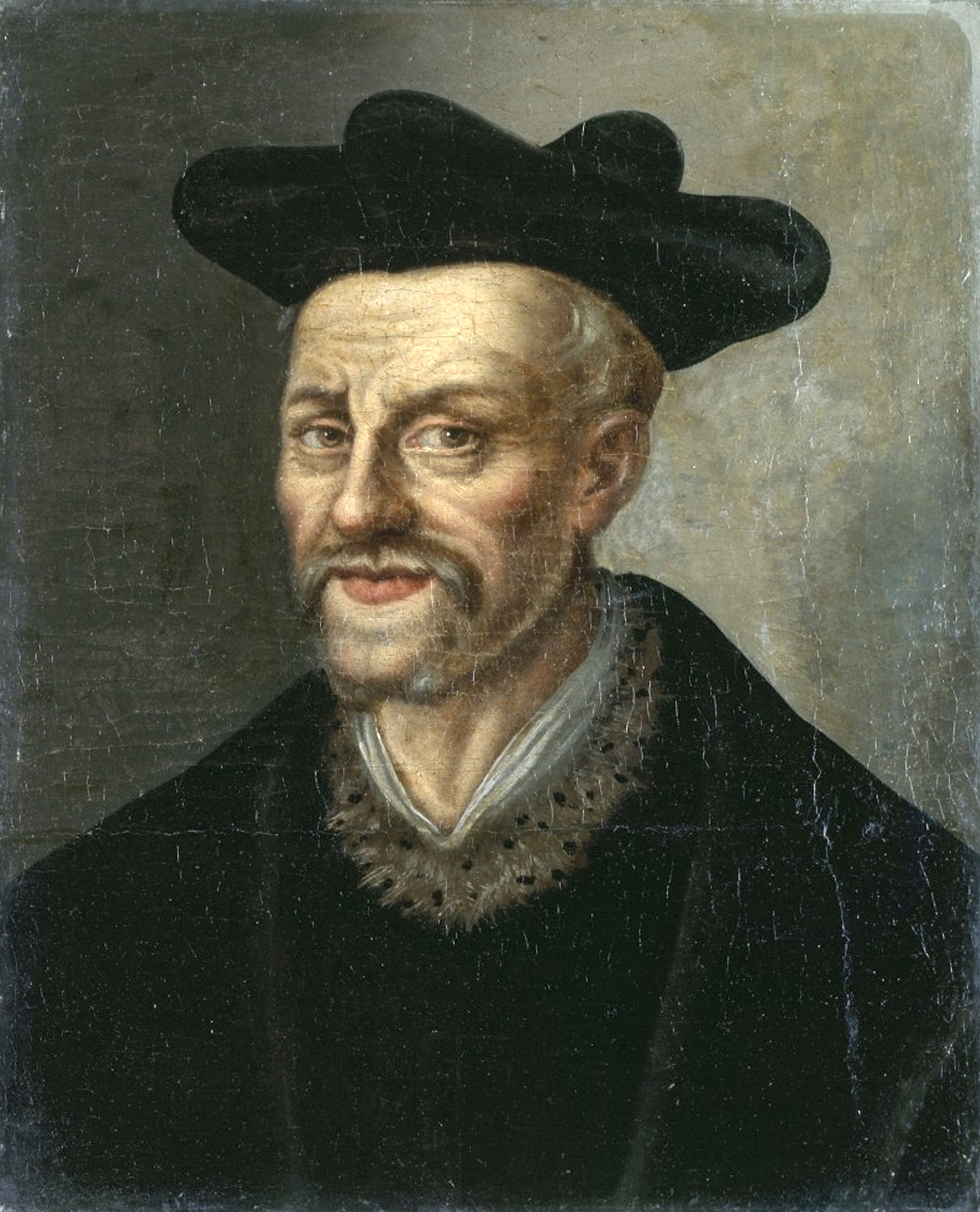
弗朗索瓦•拉伯雷

### 弗朗索瓦·拉伯雷（François Rabelais）
弗朗索瓦·拉伯雷是十六世纪的一位方济会士，且之后成为了一名本笃会僧侣。最终他离开了修道院以学习医药，并在1532年搬到了法国城市里昂（Lyon）。在这里他写了一系列相关的书籍《卡冈都亚和庞大固埃》。它们讲述了两个巨人的故事——一位叫做卡冈都亚的父亲与他的儿子庞大固埃以及他们的冒险——以一种有趣的、奢侈的和讽刺性的脉络来书写。
今天的许多批评家都同意拉伯雷是以一种基督教的人道主义的观点来写作的。克劳利的传记作者劳伦斯·萨丁（Lawrence Sutin）在将法国作者的信仰与阿莱斯特·克劳利（Aleister Crowley）的泰勒玛进行对比时注意到了这一点。之前所提到的Thélème，即那个会被批评家们部分提及以便分析在法国教堂中荣耀的基督教改革者，或“福音派”所遭受的痛苦的故事中，希腊单词θέλημα会被引用以“宣告统治这座修道院的上帝的意志”。苏丁（Sutin）写道，拉伯雷并不是泰勒玛的先驱，他的信仰包含了斯多亚主义和基督教的善良。
在拉伯雷第一本书（第52-57章）中他写到了这座泰勒玛修道院是由巨人卡冈都亚所建造的。这是一种很经典的，为了讽刺和评价拉伯雷所处的那个时代的社会状况的乌托邦式呈现，而不是一个试图在实践中创造方案的现代乌托邦文本。这是一个人们的欲望能被进一步满足的乌托邦。讽刺的是，这同样象征了在拉伯雷小说中被考虑的那些理想。这一修道院的居民们只被他们自己的自由意志和快乐所统治，唯一的法则就是“行汝意志”。拉伯雷相信那些自由且被良好喂养的人们有一种可以本能地导向善意行为的荣耀。当被约束时，他们的崇高本质就反过来转向于移除他们的奴役状态，因为人们在欲求他们所否认的东西。
一些现代的泰勒玛主义者将克劳利的工作视作是基于拉伯雷对泰勒玛主义者本能的荣耀本质之总结的基础上的。拉伯雷曾在不同层面上被视作是创造了泰勒玛哲学，是最早提及泰勒玛的人之一，或者是“第一个泰勒玛主义者”。然而，现任O.T.O.美国总部的国家大师（National Grand Master General）曾经这样说过：
“圣拉伯雷从未打算将他的讽刺与虚构策略以一种可实践蓝图的方式作用于真实的人类社会…我们的泰勒玛是《律法之书》和阿莱斯特·克劳利的作品。”
《泰勒玛的前身》（1926）是阿莱斯特·克劳利的一部未完成，且生前未出版的作品，他在这本书中写道，拉伯雷不仅以一种与克劳利的理解相似的方式提出了泰勒玛，还以密码的方式预测并描述了克劳利的生活以及之后他宣称接收到的神圣文本《律法之书》。克劳利说他所接受的工作更深层、更细致的展示了人们应当练习的技术，并揭示了科学的秘密。他说拉伯雷将他自己限制于描绘一个理想，而不是提出政治经济以及类似主题的问题，但这对于实现律法来说却是必须要解决的。
拉伯雷被归于E.G.C. (Ecclesia Gnostica Catholica，一种泰勒玛的宗教环境，致力于通过泰勒玛的律法来实现光、生命和自由的进步)的圣人之一。

### 弗朗西斯·达什伍德（Francis Dashwood）和地狱火俱乐部

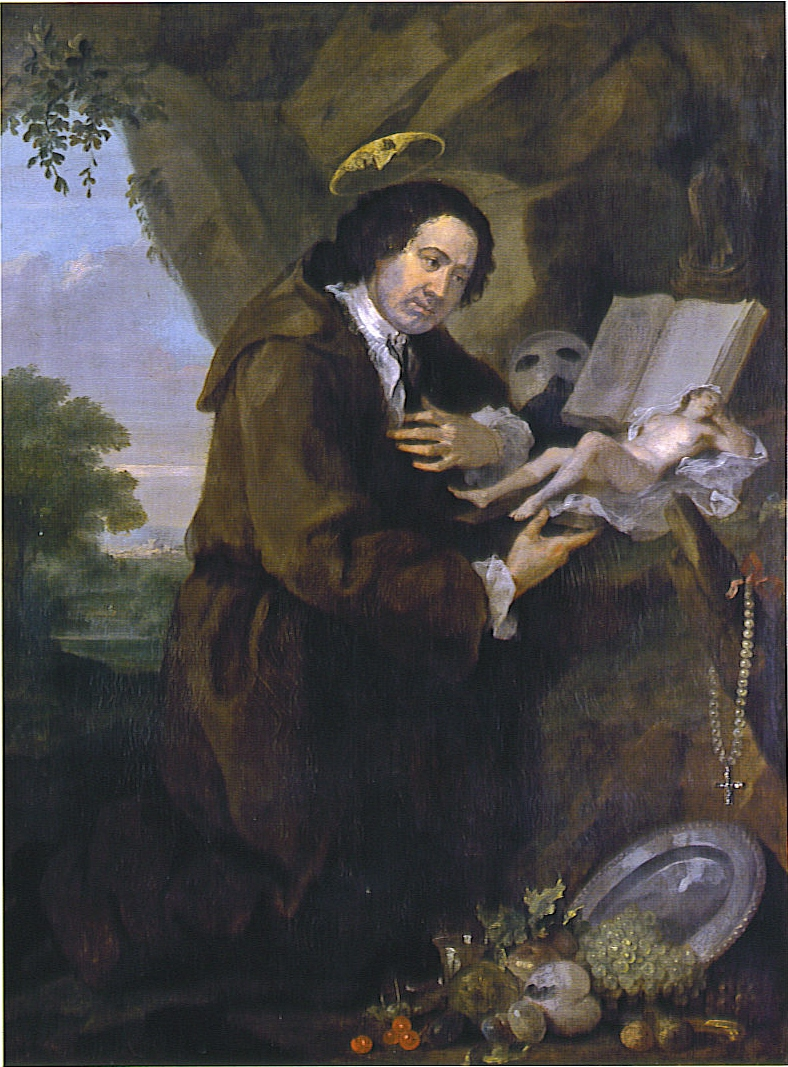
弗朗西斯•达什伍德的肖像画，于十八世纪五十年代末由威廉•贺加斯创作

当弗朗西斯·达什伍德爵士（Sir Francis Dashwood）建立了一个叫做莫德梅翰（Medmenham）的修道院（这个修道院更广为人知的名字是地狱火俱乐部）时，他采用了一些拉伯雷的想法，并用法语援引了同样的法则。而在莫德梅翰修道院里面还有一个大寺院，且正好与一个1201年建立的西多会（天主教隐修院修会之一）修道院的遗址合并在了一起。这个团体后来以方济会修士（Franciscans）而闻名，但这个名字并不是基于阿西西（意大利城镇名）的圣弗朗西斯之后，而是来自于它的创建者弗朗西斯·达什伍德——第十一位巴斯德男爵。约翰·威尔克斯（John Wilkes），乔治·多丁顿（George Dodington）和其他政客都是它的成员。事实上，很少有直接的证据能够显示达什伍德的地狱火俱乐部到底相信或是在练习着什么。唯一的证明材料来自于一位叫做约翰·威尔克斯（John Wilkes）的成员，即使他从未踏入俱乐部最内部的圈子。他将这个团体描绘成集会来“用葡萄酒庆祝女人”，并附加了一些古人的概念来让这样的经历更加颓废。
以托尔斯（Lt. Col. Towers）的观点来看，这个团体更像是从拉伯雷那儿延伸出来的，而不仅仅是它门口的题词。他认为，基于达什伍德对拉伯雷一些相关文章的阅读，他们把这个地方当成了一种像是酒神节神谕（Dionysian oracular）的神殿。纳撒尼尔·拉克索尔爵士（Sir Nathaniel Wraxall）在他的《历史记忆》（1815）中指控僧侣们表演撒旦式的仪式，但这种主张已经被当成是一种谣言而被摒弃了。杰拉德·加德纳（Gerald Gardner）和其他一些例如麦克·霍华德（Mike Howard）的人说，这些僧侣们崇拜“女神”。丹尼尔·威廉斯（Daniel Willens）争辩说，这个团体可能是一种实践型的共济会，但他同样提议说达什伍德可能有一些神秘的罗马天主教圣礼。他想问威尔克斯是否认出有一个真正的天主教弥撒，即便他可能亲眼看到了，或者即便这种秘密的版本恰好只是一种公开版本的继承。

## 阿莱斯特·克劳利（Aleister Crowley）
阿莱斯特·克劳利(1875–1947) 是一位英国的神秘主义者和作家。1904年的时候，克劳利声称从一个叫做艾华斯（Aiwass）的超自然存在那接收了《律法之书》（the Book of the Law）,而这本书也被他称作是泰勒玛的宗教与哲学体系的基础。

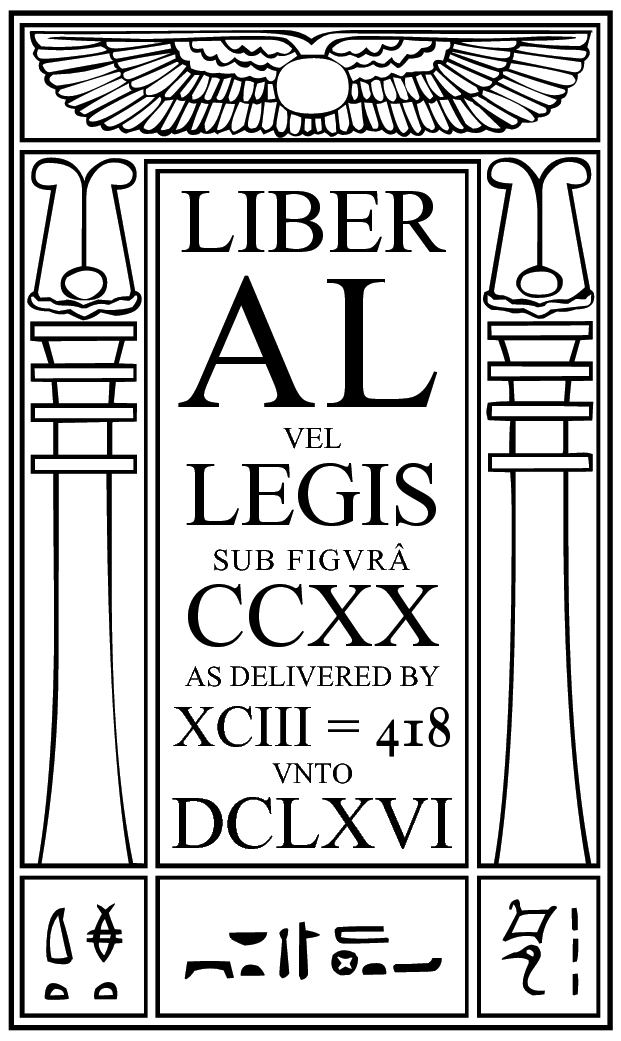
Liber AL Vel Legis

### 《律法之书》（The Book of the Law）
克劳利的泰勒玛体系开始于《律法之书》，这本书的官方名字也叫Liber AL vel Legis。它是克劳利与他的妻子罗斯·克劳利（Rose Crowley）（原姓凯丽）在埃及开罗度蜜月时写的。这本精简的杰作包含了三个章节，且他声称每一章都恰好是从1904年的4月8日、9日和10日的正午开始，然后用一个小时写完的。克劳利说他从一个叫做艾华斯（Aiwass）的特别存在那里得到了这本书的口授，且后来他发现艾华斯就是他的神圣守护天使。伊斯雷尔·瑞格德（Israel Regardie）作为克劳利的一位门徒、作家和一段时期的秘书，倾向于认为这种声音来源于潜意识，但泰勒玛主义者们关于这一点的看法或意见本身也有着很大的差异。克劳利宣称说，“没有一个伪造者有这个能力可以准备出这么复杂的一系列数值和文学的谜题”以及对于文本的学习将消除一切关于这本书所被取得的方法的疑问。
除了参考拉伯雷之外，戴夫·埃文斯（Dave Evans）的一篇分析展现了和《哈索尔的爱和金鹰的神龛》（The Beloved of Hathor and Shrine of the Golden Hawk）——弗洛伦斯·法尔（Florence Farr）所写的一个剧本——的相似之处。埃文斯说这可能是“克劳利和法尔都曾被彻底地浸渍于金色黎明的意象与教导”这一事实所导致的结果，且克劳利或许知道一些远古的材料并因此激发了一些法尔的动机。苏丁（Sutin）同样发现了泰勒玛和耶茨（W. B. Yeats）作品之间的相似性，并将此归因于“共同的洞察力”，以及或许是克劳利作为年长者的知识。
克劳利写过一些《律法之书》的评注，最后一次是在1925年。这一被很朴素地称作是《评注》的简短说明警告了不要去讨论《律法之书》的内容，且说明了“一切有关律法（the Law）的问题只能诉诸我的作品来被决定”，且署名是安卡-阿夫-纳-库苏（ Ankh-af-na-khonsu）。

### 真实意志（True Will）
根据克劳利所说的，每个个体都有一种真实意志，且这个真实意志是区别于日常、社会的欲望和一般意义上自我的欲求。这一真实意志本质上是一个个体生命的终极“呼唤”或“目的”。一些后来的魔法师将这概括为借助个体自身的努力，而不是寻求上帝或其他神圣权威的帮助，来达成自我实现。这使得他们更接近了克劳利先前于1904年所位于的立场。其他人则根据一些之后的作品，例如《书籍 二》（Liber II）说，一个人意志最纯净的形式和神圣意志并没有区别。行汝意志将为全法对于克劳利来说并不涉及到享乐主义，满足所有的日常欲望，而是遵从真正的呼唤而行动。泰勒玛主义者也是神秘主义者。根据朗·麦洛·杜克特（Lon Milo DuQuette），泰勒玛主义者是一种努力将自身的所有“行动”（不管是身体层面还是意识或潜意识层面）基于发现和完成他们真实意志的人。当一个人在做他的真实意志的时候，他就像坐在宇宙的轨道上一样，全宇宙的力量都会来协助他。为了让个体有能力去遵从他们的真实意志，自我所有的日常、社会灌输型习惯（换句话说，所有不属于真实自我的意识内容）都必须被克服，即去适应化。克劳利相信为了要发现真实意志，一个人必须让潜意识的欲求从表层意识的控制中解放出来，尤其是对性表达的限制，但克劳利这边所说的“性表达”是与神圣的创造力有关的力量。他将真实意志与每个个体的神圣守护天使，独一无二的守护神所等同起来。同样，发现什么是你要做的，以及如何去做的灵性追寻同样以“伟大工程”（The Great Work）而在泰勒玛主义者中闻名。

### 宇宙论

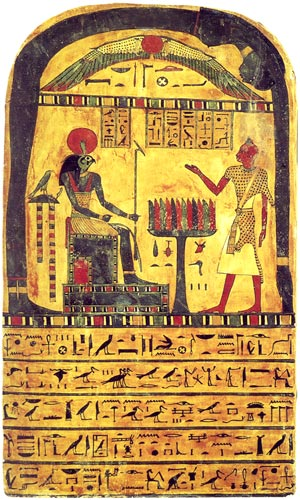
揭示之碑，描绘了努特和哈迪德——那个带翅膀的球体，以及拉-胡尔-库特坐在他的王座上。这块石碑的创造者是抄写员安卡-阿夫-纳-库苏。

泰勒玛从古埃及宗教中吸取它的主要神灵与女神。泰勒玛宇宙论中的最高神性是女神努特（Nuit）。她由一位赤裸女人的形象所象征，是拱悬于地球之上的夜空。她被构想为是“伟大母亲”，即一切事物最根本的来源。泰勒玛的第二主要神性则是神灵哈迪德（Hadit），而他则被构想为是一个无限小的点，是努特的补充和配偶。哈迪德象征着显化，动机和时间。在《律法之书》中他同样被描述为“每个人心中所燃烧的火焰，且位于每一颗星星的中心”。泰勒玛宇宙论中的第三神性是拉-胡尔-库特（Ra-Hoor-Khuit），荷鲁斯的显化之一。他由一个拿着权杖、有着鹰头和坐在王位上的男人所象征，涉及到“太阳”和泰勒玛魔法学（Magick）中的阳性能量。其他泰勒玛宇宙论中的神性则有胡尔-帕-克拉特（Hoor-paar-kraat）（或 Harpocrates）——沉默与内在力量的神，拉-胡尔-库特的兄弟或阴性层面；巴巴隆（Babalon），一切快乐的女神，以“处女娼妓”闻名；以及泰利昂（Therion），巴巴隆所乘骑的野兽的名字，代表人内在的一种本能力量与野兽，而克劳利也常以泰利昂大师（Master Therion）自称。

### 魔法学（Magick）与仪式
泰勒玛魔法学是一种被实践者认为能带来好处的身体、精神与灵性的练习体系。克劳利将Magick定义为“使得改变的发生与意志相一致的科学与艺术”，并在传统的意味着“魔法”的英文单词magic最后加了一个字母“k”来区别魔法学和一般意义上的魔法、魔术之类的含义。他将魔法学推荐为一种发现真实意志的方法和手段。总的来说，泰勒玛中的魔法练习被设计为协助寻找并显现真实意志，即便同样会包括一些庆祝性的层面。克劳利是一个多产的作家，整合了来自赫尔墨斯教派之金色黎明（the Hermetic Order of the Golden Dawn）的东方练习方式与西方的魔法实践。他将一系列这样的练习推荐给他的追随者们，包括基础的瑜伽（asana和pranayama，其中的两个阶段）；他自己设计的或是基于金色黎明的仪式，例如低阶五角星仪式（Lesser ritual of the pentagram）（用于召唤之前的消除工作）；《书籍 Samekh（第十五个希伯来字母）》，一个召唤神圣守护天使的仪式；圣餐仪式，例如诺斯替弥撒（The Gnostic Mass）或凤凰弥撒（The Mass of the Phoenix）；以及《书籍 Resh（希伯来语第二十个字母）》，包含了四个日常的太阳崇拜仪式。这些作品都是能够取得的，不管是实体的印刷书还是电子档。他同样以这样那样的方式讨论性魔法学（sex Magick）和性的感悟，包括了自慰、异性恋和同性恋的练习，且这构成了他对O.T.O.高等级工作的部分建议。克劳利相信在发现自身的真实意志之后，魔法师必须除去一切他的要素并站在成功的路径上。

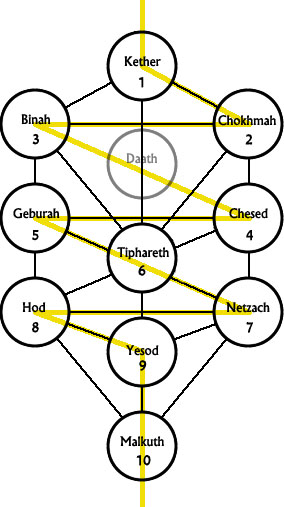
卡巴拉的生命之树。在A.'.A.'.的等级和进步体系中非常重要的一个核心与框架。

泰勒玛魔法学的重点并不在于物质层面的结果，即便有不少泰勒玛主义者出于财富或者爱情的目的来练习魔法学，但这并不是必需的。像是在那些泰勒玛的魔法学组织，比如A.'.A.'.和O.T.O.中，会有一系列的魔法等级和层次的启蒙，以及特定的修炼方式。而那些自己工作或处于独立团体中的泰勒玛主义者们则会借助泰勒玛的圣书或是克劳利的一些公开发布的作品作为指导，伴随着他们自身的启蒙来尝试达成这种提升或目标。此外，不管是独立个体还是依附于组织的泰勒玛主义者，都可以练习《书籍 Resh》（Liber Resh）中的“太阳崇拜”以取得Astral Body的提升。
对于那些在A.'.A.'.中学习泰勒玛的魔法师来说，一个目标是取得“知识”以及与神圣守护天使的沟通：即有意识地与他们的守护神沟通，由此能够取得来自他们真实意志的知识。而对于达成了这一目标的人来说，下一个主要任务就是“越过深渊”——对自我彻底的“放弃”。如果野心家并未准备好，那他反而会紧紧抓住自我，并成了一位“黑色兄弟”（Black Brother）。黑色兄弟会把自己的自我当成神，而不是成为那个与神相结合的存在。据克劳利说，黑色兄弟会逐渐瓦解、衰变，且会通过折磨、掠夺他人来实现自我扩张。
至少对于学生，克劳利教授了如何使用怀疑论的方法来检验一切由冥想或Magick所取得的结果。他把这个与保持日常的魔法记录或日记相连结，并试图列出所有事件发生的条件。在注意到一些高精神层次的人的经验描述之相似性后，他说50年后就会有基于“对现象的理解”所产生的科学名字，来取代那些类似于“灵性”或“超自然的”这样的术语。克劳利承认他和他的追随者们的工作所使用的都是“科学的方法；宗教的目的”，且魔法师真正的力量可以在某种程度上被客观地检验。这一想法在总体上被之后的泰勒玛、混沌魔法或魔法学实践者们所接受。他们认为自己正在借助魔法实验的方式来检测一些假设，困难则在于他们对成功定义的宽度，即那些会被他们视作是成功的证据对于非魔法师来说，并不是这样定义的，这也导致了证实性偏差。克劳利相信他可以用自己的例子来证实魔法学对于产生一些客观经验的效力，且这些客观经验并不是说一个人可以靠吸大麻、在巴黎放松自我或在撒哈拉沙漠上穿行而取得的。对于成为一名泰勒玛主义者来说，练习仪式性的技术并不是严格必须的，因为泰勒玛魔法学专注于真实意志，正如克劳利所说，“每一个有意图的行为都是魔法行为”。

### 行为准则
《律法之书》对于个体的行为给出了一些清楚的标准。这之中最重要的就是“行汝意志”，这被描述为是律法的全部，且同样是一种权利。一些泰勒玛的解释者们认为这一权利包含了允许他人行使自身的意志而不被干扰的义务，但《律法之书》对此并没有作确切的说明。克劳利他自己曾写说没必要去详述泰勒玛的行为准则，因为所有事物都源自于“行汝意志”。克劳利也写了一些额外的文件来阐述他自己对于个体在泰勒玛律法的光芒下之行为的看法，其中有一些主题似乎会与其他的有所冲突：《书籍 OZ》、《责任》与《书籍 二》。
《书籍 OZ》列举了一些由那个最主要的权利，“行汝意志”所暗示的其他个体权利。对于每个人来说，这包含了以下权利：以个体自身的法则生存；以个体自身意志去做的方式生存；以个体的意志工作、娱乐和休息；以个体所意志的时间与方式而死亡；吃与喝个体所意志的东西；住在个体所意志的地方；根据个体的意志在大地上行动；根据个体的意志思考、说话、写作、画画、描绘、雕刻、蚀刻、浇筑、建造与穿着；以个体意志的时间、地点和对象去爱；且杀死阻碍这些权利的人。
《责任》被形容为是“由那些接受了泰勒玛律法的人所观察到的实践行为之主要原则的一条注释”。与其他克劳利打算给A.'.A.'.的书籍不同的是，这部作品并没有编号，但被列作为是特别给O.T.O.的一份文件。里面有四个部分：
- A. 你对自我的责任：将自我描述为宇宙的中心，以及一个对于学习自己内在本质的呼唤。告诫读者以一种平衡的方式来发展每一种能力，建立一个人的自治权，以及让一个人致力于服务他的真实意志。
- B. 你对他人的责任：一个对于消除自己与他人之间间隔之幻觉的告诫、当有必要时就对抗、避免与其他人的真实意志相冲突、在需要的时候启蒙他人、以及崇拜一些其他存在中的神圣本质。
- C. 你对人类的责任：陈述了泰勒玛的法则应当是行为的唯一基础。陆地上的法律应当旨在确保所有个体最伟大的自由。罪恶被描述为是对一个人真实意志的违反。
- D. 你对所有其他存在和事物的责任：陈述了泰勒玛的律法应当被应用于一切问题，并被用于决定一切行为准则的问题。任何出于不合适的目的来使用任意动物和物体，或是毁灭事物使得它们丧失用途都是一种对泰勒玛律法的违背。人们可以使用自然资源，但不应该肆意而为，否则这种对于法则的违背行为将会受到报复。

在《书籍 二：泰利昂大师的消息》中，泰勒玛的律法被简洁地总结成“行汝意志——然后不做其他任何事。”克劳利把对真实意志的追求描述为，不仅仅是对可能导致之结果的分离，还有不知疲倦的能量。它是涅槃的动态而不是静态的状态。真实意志被描述为是个体的神谕，且如果他们想要做别的，他们就会遭遇障碍，如同做其他事而不是意志，就会对意志产生阻碍。

## 当代实践

### 多样性
泰勒玛的核心思想是“行汝意志”。然而在这个基础上，存在着非常广泛的对泰勒玛的解释。现代的泰勒玛是一种融合的哲学与宗教，且许多泰勒玛主义者都极力试图避开教条式的或基要主义的思想。克劳利非常强调那个存在于每个个体中的意志独一无二的本质，而不是跟随他，因为他说他并不希望建立一个羊群。因此，当代的泰勒玛主义者会实践不止一种的宗教，例如威卡教、诺斯替教、撒旦教、赛特教和路西法教。许多泰勒玛的信徒们，或许他们都比不上克劳利，但也意识到了泰勒玛和其他灵性思想之间的联系；很多都自由地从其他传统中借用方法与练习方式，包括了炼金术、占星术、卡巴拉、密教经典、塔罗占卜和瑜伽。例如，努（Nu）和哈德（Had）就会被认为与道教中的道和德、印度密教中的夏克提（Shakti）和湿婆（Shiva）、佛教的空性（Shunyata）和菩提心（Bodhicitta），以及秘传卡巴拉中的“无限制的”（Ain Soph）和“皇冠”（Kether）相对应。
有一些泰勒玛主义者以某种方式接受了《律法之书》，但并不接受剩下的那些克劳利“受启发”后给出的作品或教导。其他一些则仅仅接受了他整个体系中的一些特定层面，例如他的魔法技术、行为准则、神秘主义或宗教想法，但忽视了其他的。另一些把自己视作是泰勒玛主义者的个体们会把那个通常呈现为是“克劳利体系”的当作是泰勒玛的唯一显现，并创造了原始体系，例如内马（Nema）和康奈尔·格兰特(Kenneth Grant)。且有一个泰勒玛主义者的分类是非宗教的，只坚持泰勒玛的哲学法则。

### 节日
泰勒玛主义者们观察到《律法之书》给出了一些神圣的日子。并没有已被建立的或是教条的方式来庆祝这些日子，所以泰勒玛主义者们会用自己的方式，或在团体的形式庆祝，尤其是在O.T.O.中。以下是可常常被观察到的神圣日子：
- 三月二十日：至高仪式的筵席。庆祝荷鲁斯的召唤，即克劳利在1904年的这一天所执行的，用于揭开新纪元的仪式。
- 三月二十日/三月二十一日：神分点，通常意味着泰勒玛的新年（即使有些在四月八日庆祝新年）。即使神分点与荷鲁斯的召唤常常落在同一天，但它们总是被当成两个不同的事件来对待。这一日期也是南半球的秋分。
- 四月八日至十日：写《律法之书》之三天的筵席。这三天是对克劳利在1904写《律法之书》那三天的纪念。每天都有一章被写下，第一章在四月八日，第二章在四月九日，第三章在四月十日。即便没有任何官方的方式来庆祝泰勒玛节日，但这一特殊的筵席日常常以阅读对应章节的方式来庆祝，尤其是在正午的时候。
- 六月二十日/六月二十一日：北半球的夏至和南半球的冬至。
- 八月十二日：先知与他新娘的筵席。这一节日是为了纪念克劳利与他的第一任妻子罗斯·伊迪丝·克劳利（Rose Edith Crowley）的婚姻。罗斯是书写《律法之书》中的一个关键人物。
- 九月二十二日/九月二十三日：北半球的秋分与南半球的春分。
- 十二月二十一日/十二月二十二日：北半球的冬至与南半球的夏至。
- 生命之筵席：庆祝一位泰勒玛主义者的生日。
- 火之筵席/水之筵席。这些节日通常用于庆祝一个孩子步入青春期和成年期。火之筵席用于庆祝男性，水之筵席用于庆祝女性。
- 死亡筵席，纪念一位泰勒玛主义者的死亡和他的忌日。克劳利的过世会被在十二月一日时纪念。[92]

### 文献
阿莱斯特·克劳利在超过35年的时间里是一位高度多产的作家，写了非常多关于泰勒玛这一主题的作品，且其中有很多现在依然在版。在他的那个时期中有好几个人以这一主题写作，包括美国O.T.O.的总部大师查尔斯·斯坦斯菲尔德·琼斯（Charles Stansfeld Jones），他关于卡巴拉的作品依然在版。此外还有“少将”富勒（J. F. C. Fuller）。
杰克·帕森斯（Jack Parsons）是加州理工学院中一位研究火箭燃料之不同用处的科学家，也是克劳利第一批美国学生之一，在一段时间里为克劳利领导过美国的O.T.O. Agape分部。他在世时写过一些简短的作品，其中一些在后来被收录为了《自由是双刃剑》。他在1952年死于一场爆炸，且他即使他并不是一个多产的作家，但依然是约翰·卡特（John Carter）所写的《性与火箭》和乔治·彭德尔（ George Pendle）《奇怪的天使》两本传记的对象。
自克劳利于1947年去世后，还有许多其他的泰勒玛作家，例如伊斯雷尔·瑞格德（Israel Regardie）。他编辑过许多克劳利的作品，还为他写了一部叫做《三角中的眼睛》的传记，以及其他有关卡巴拉的书。肯尼斯·格兰特（ Kenneth Grant）写过很多有关泰勒玛和神秘主义的书，例如《提丰三部曲》（The Typhonian Trilogy）。朗·麦洛·杜克特（Lon Milo DuQuette）写过一些分析克劳利体系的书。
其他值得注意的、从事泰勒玛的现代作家有 Allen H. Greenfield, Christopher Hyatt, Richard Kaczynski, Marcelo Ramos Motta, Rodney Orpheus, IAO131, Phyllis Seckler, James Wasserman, Sam Webster, 和Robert Anton Wilson等。也有一些学术期刊出版原始的泰勒玛书籍。
迈克尔·英德(Michael Ende)的奇幻小说《永不停歇的故事》特别描写了“AURYN”并附有“做你希望做的”题词。当男孩巴斯蒂安（Bastian）成为了至高统治者之后，他发现了他那些愿望的后果以及他最强大的那个愿望究竟是什么。

### 组织
一些不同规模的现代组织声明它们追随着泰勒玛的原则。其中最显著和杰出的两个都是克劳利生前所带领过的：A.'.A.'. ，一个由克劳利创立的组织，基于金色黎明体系的等级；和O.T.O.，一个最初在二十世纪早期由“孟斐斯和麦西之仪式（Rite of Memphis and Mizraim）”发展而来的组织，而且也包含了E.G.C.和它的宗教分支。
自克劳利于1947年去世后，一些其他的组织被建立以继续他最初的工作，例如泰勒玛大学、泰勒玛神殿、北加利福尼亚的泰勒玛大学、拉胡尔库特的神圣组织、银星神殿、肯尼斯·格兰特的提丰组织、泰勒玛骑士团，以及金色黎明的开源组织。其他一些拥有广泛不同特性的团体会从泰勒玛中汲取灵感或方法，例如“死者之启明（Illuminates of Thanateros）”和“赛特之神殿”。一些团体接受泰勒玛的律法，但省略了一些克劳利体系的特定层面，而是与其他一些神秘主义、哲学或是宗教体系相合并。土星兄弟会（Fraternitas Saturni）于1928年在德国创立，接受了泰勒玛的律法，但以“无同情的爱！（Mitleidlose Liebe）”扩展了它（事实上，这更像是对泰勒玛中爱的概念的具体解释：并不是由自我的带入所产生的同情心导致的，因为这种心理的本质依然是自私。泰勒玛的爱是高于一般自我的）。同样位于德国的“泰勒玛社会”接受了《律法之书》和许多克劳利关于Magick的作品，但也融合了其他思想家的想法，例如尼采（Friedrich Nietzsche）、查尔斯·桑德斯·皮尔士（Charles Sanders Peirce）、海德格尔（Martin Heidegger）和尼古拉斯·卢曼（Niklas Luhmann）。荷鲁斯-马特分部（Horus-Maat Lodge）结合了一些神秘主义者内马（Nema）和克劳利的想法。
在其他一些组织中同样可以找到泰勒玛主义者。拉萨拉·火狐（LaSara FireFox）作为"世界教堂（Church of All Worlds）"的主席，同样是一位泰勒玛主义者。世界教堂的一些其他少数成员也同样等同于泰勒玛主义者。

## 外部連結
- Thelema 101 （页面存档备份，存于） – a complete introduction to the spiritual philosophy of Thelema
- Thelema at the Internet Sacred Texts Archive （页面存档备份，存于） – a collection of texts on the topic of Thelema
- Thelema For Beginners – a resource of quotations and links on basic topics related to Thelema
- The Law of Thelema （页面存档备份，存于） – by Alexander Duncan
- 中的“泰勒瑪”
- The Journal of Thelemic Studies
- The Scarlet Letter （页面存档备份，存于）

## 资源
- Free Encyclopedia of Thelema (2005). Thelema. Retrieved March 12, 2005.
- Thelemapedia. (2004). Thelema. Retrieved April 15, 2006.
- This article incorporates text from a publication now in the public domain: Chisholm, Hugh, ed. (1911). "article name needed". Encyclopædia Britannica (11th ed.). Cambridge University Press.

## 延伸阅读
- Del Campo, Gerald. Rabelais: The First Thelemite. The Order of Thelemic Knights.
- Melton, J. Gordon (1983). "Thelemic Magick in America". Alternatives to American Mainline Churches, ed. Joseph H. Fichter. Barrytown, NY: Unification Theological Seminary.
- Starr, Martin P. (2004) A Hundred Years Hence: Visions of a Thelemic Future (Conference Paper presented at the Thelema Beyond Crowley )
- Starr, Martin P. (2003). The Unknown God: W.T. Smith and the Thelemites. Bolingbrook, IL: Teitan Press.
- van Egmond, Daniel (1998). "Western Esoteric Schools in the Late Nineteenth and Early Twentieth Centuries". In: van den Broek, Roelof and Hanegraaff, Wouter J.: Gnosis and Hermeticism From Antiquity To Modern Times. Albany: State University of New York Press.